# Dusona surrata
Dusona surrata là một loài tò vò trong họ Ichneumonidae.